# آن-لیز بارده
آن-لیز بارده (فرانسوی: Anne-Lise Bardet‎؛ زادهٔ ۱۸ نوامبر ۱۹۷۴) قایقران کانو اهل فرانسه است.